# Machtlijn

De machtlijn van twee cirkels is de meetkundige plaats van punten die ten opzichte van de twee cirkels gelijke machten hebben. De machtlijn staat loodrecht op de lijn die de middelpunten van de cirkels verbindt. 

## Definitie
Gegeven twee cirkels met vergelijkingen
- {\displaystyle x^{2}+y^{2}=r^{2}}
- {\displaystyle (x-a)^{2}+y^{2}=R^{2}}

dan is de machtlijn van deze cirkels de lijn
{\displaystyle x={\frac {r^{2}-R^{2}+a^{2}}{2a}}}.

## Eigenschappen
- De meetkundige plaats van middelpunten van cirkels die de twee gegeven cirkels loodrecht snijden is een deel van de machtlijn, namelijk dat deel dat niet in het inwendige van de cirkels ligt.
- Voor een punt P gelegen buiten twee cirkels en op de machtlijn ervan geldt dat de raaklijnstukken vanuit P aan de cirkels dezelfde lengte hebben.
- Het punt van de machtlijn, gelegen op een gemeenschappelijke raaklijn aan de twee cirkels, is het midden van de twee raakpunten. Daarmee is de machtlijn de verbindingslijn van de middens van de gemeenschappelijke raaklijnen aan de twee cirkels en ook de lijn door het midden van een gemeenschappelijke raaklijn en loodrecht op de centraal van de twee cirkels. Hiermee is tevens aangetoond dat alle middens van gemeenschappelijke raaklijnen aan twee cirkels op één lijn liggen.
- Als P op de machtlijn van twee snijdende cirkels ligt en binnen die cirkels, dan is P het midden van de twee gelijke kortste koorden door P.
- Ligt het machtpunt van drie cirkels buiten de cirkels, dan zijn de raaklijnen uit dat punt aan de drie cirkels evenlang. Indien dat machtpunt binnen de drie cirkels ligt, dan zijn de kortste koorden door dat punt evenlang.

## Constructies

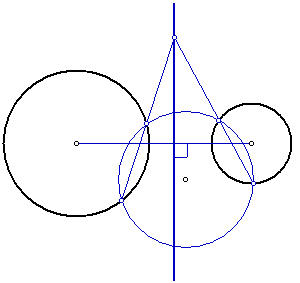
Constructie van een machtlijn van twee cirkels, die elkaar niet snijden

Als de cirkels snijden, dan hebben deze snijpunten macht nul ten opzichte van beide cirkels, en verbindt de machtlijn dus deze snijpunten. Evenzo, als de twee cirkels raken, dan is de machtlijn hun gemeenschappelijke raaklijn in dit raakpunt.
Voor het geval de cirkels niet snijden, kan men gebruikmaken van het machtpunt van drie cirkels:
1. Teken een derde cirkel die de gegeven cirkels snijdt
2. Construeer de machtlijnen van de derde cirkel met de gegeven cirkels
3. Snij deze twee machtlijnen, het snijpunt is het machtpunt
4. De lijn door het machtpunt, loodrecht op de verbindingslijn van de middelpunten van de gegeven cirkels is de gevraagde machtlijn.

Een alternatieve constructie voor het geval dat de cirkels elkaar niet snijden en buiten elkaar liggen:
1. Construeer een gemeenschappelijke raaklijn van de twee cirkels.
2. Neem het midden van het lijnstuk dat de twee raakpunten verbindt.
3. Trek vanuit dit midden de lijn loodrecht op de lijn die de middelpunten van de gegeven cirkels verbindt.